# 南郷茂章
南郷 茂章（なんごう もちふみ、1906年〈明治39年〉7月1日 - 1938年〈昭和13年〉7月18日）は、日本の海軍軍人。海兵55期。日中戦争における撃墜王。戦死による一階級昇進で最終階級は海軍少佐。

## 経歴
1906年（明治39年）7月1日、広島県安芸郡江田島村（現江田島市）で当時海軍兵学校幹事の父・南郷次郎少佐（最終階級、少将）の長男として生まれる。本籍は東京府（現・東京都）。性格は豪快で人懐っこく頭脳明晰、体格は大きくなかったが、幼少から柔道に上達し体力は優れていた。祖父に元老院議官で海軍省高官の南郷茂光がいる。弟に太平洋戦争のニューギニアの戦いで活躍し「ニューギニアは南郷で持つ」と称えられた陸軍飛行第59戦隊第2中隊長として有名な 撃墜王の南郷茂男（1944年1月23日、戦死。最終階級、陸軍中佐）がいる。
その後東京府に移り住み、青南小学校、学習院初等科、学習院中等科、旧制高等科を経て1924年4月、海軍兵学校に55期生として入学。学習院時代の同期に西郷吉之助らがいた。1927年（昭和2年）3月28日卒業、少尉候補生。1928年（昭和3年）10月、海軍少尉に任官。12月、戦艦「長門」乗組。1929年（昭和4年）1月、重巡「加古」乗組。11月、軽巡「大井」乗組。1930年（昭和5年）10月、装甲巡洋艦「出雲」乗組。12月、海軍中尉。1931年（昭和6年）8月、第七潜水隊付。
1931年（昭和6年）12月、第22期飛行学生を拝命、学生長を務める。教官は源田実大尉。霞ヶ浦海軍航空隊でともに訓練を受けた第17期操縦練習生に赤松貞明がいる。1932年（昭和7年）11月に修了。12月、館山海軍航空隊付。1933年（昭和8年）4月、空母「赤城」乗組。横須賀の射撃訓練で南郷と海上を飛行する曳的の吹流しへの射撃で、南郷が列機の赤松に「どっちが多くあてるか競争しよう」と言って競い、初日は南郷が勝ち、赤松はパイナップルの缶詰2つを買わされた。翌日は赤松から競争を申し込まれ、今度は赤松が勝った。南郷は横須賀の街で人形を買って贈った。赤松の家庭ではちょうどそのころ娘が生まれたばかりだった。赤松は嬉しく思い、その人形を家でずっと大切にしていた。1933年（昭和8年）11月海軍大尉に進級。1934年（昭和9年）11月、横須賀海軍航空隊付。第二次ロンドン海軍軍縮会議の予備交渉全権代表・山本五十六海軍中将に対し打ち切りが指示された直後の1935年（昭和10年）2月、英国大使館付武官補佐官拝命。1937年（昭和12年）2月、帰国。7月、横須賀海軍航空隊分隊長。同月、大分海軍航空隊分隊長。8月、木更津海軍航空隊分隊長。

### 中国戦線

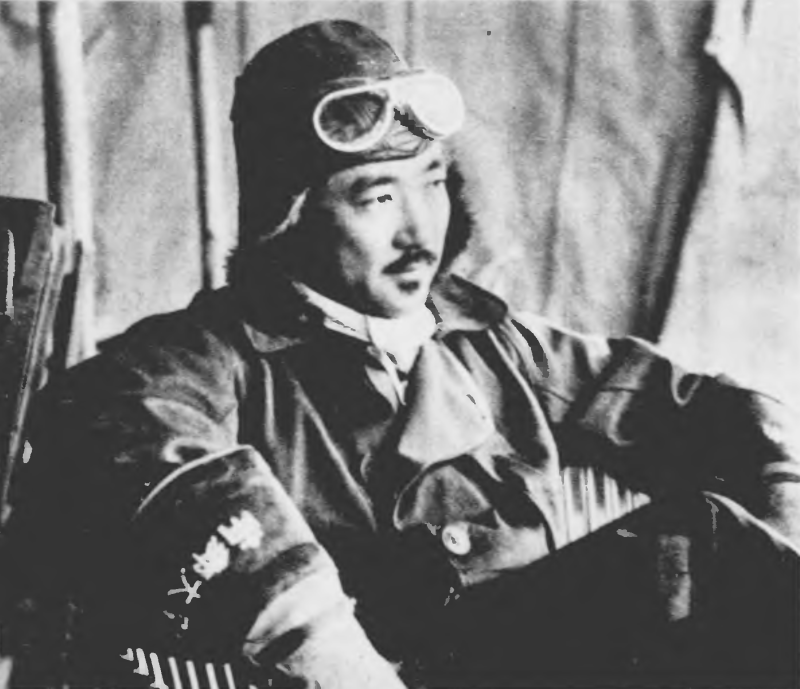
中国戦線の安慶飛行場指揮所にて（1938年夏）

1937年（昭和12年）10月、第十三航空隊分隊長。日中戦争のため、上海に進出。10月下旬、安慶攻撃の帰途、燃料パイプが破損し操縦席床からガソリンが気化噴出していた。南郷は小穴を片手親指で挿し塞ぎ、機外の周囲が見えない体を屈めた状態で1時間の計器飛行操縦を続け、上海公大の基地へ無事帰投した。12月2日には海軍九六式艦上戦闘機6機で南京へと進撃、迎撃に上がったソ連空軍志願隊戦闘機約20数機と空中戦を実施、新鋭I-16型追撃機13機撃墜を報告する。南郷隊は支那方面艦隊長官・及川古志郎中将から部隊感状を授与された。
1937年（昭和12年）12月、空母「蒼龍」分隊長。1938年（昭和13年）3月、「蒼龍」飛行隊長。内地に帰還して訓練に当たり、また皇族へ空中戦に関する講演も行った。蒼龍飛行隊は、1938年（昭和13年）4月25日、中国戦線の安慶に派遣される。「蒼龍」戦闘機隊は最前線で着任早々から全員が睡眠不足、食事、下痢、血便で体調を崩し、苦しみながら戦闘を続けた。
同年6月、第十五航空隊が新設され進出してきたとき、「蒼龍」戦闘機隊搭乗員たちの大部分はそのまま現地で新設の第十五航空隊に編入（7月10日付）。6月25日、第十五航空隊飛行隊長着任。第十二航空隊とは違い、15空の戦闘機機材は新型機「九六式艦戦」の生産が間に合わず、旧式の九五式艦上戦闘機との混成だった。
1938年（昭和13年）7月18日6時00分、松本真実少佐の指揮の元、自身が率いる艦戦5機、艦爆14（亀義行大尉・井上文刀大尉）、艦攻5機（渡辺初彦大尉）とともに安慶を発し、南昌の青雲譜飛行場・老営房飛行場攻撃に向かう。1時間後、鄱陽湖上空にて迎撃に上がったソ連空軍志願隊のポリカルポフI-15bisとI-16、および中国空軍第5大隊第28中隊（長：陳瑞鈿上尉）のグロスター グラディエーターと交戦し、I-15bis 1機を撃墜。しかし墜落するヴァレンティン・デュドノフ少尉（Валентин Дудонов）搭乗のI-15bisと衝突して湖に墜落、戦死した。享年33歳。海軍少佐に特進。その死は、山本五十六をはじめとして内外の多くの人々に惜しまれた。『軍神 南郷茂章』として報じられ、国内で有名になった。